# Рашаант (сомон)
Рашаант(монг. Рашаант) — сомон аймаку Булган, Монголія. Територія 1 тис. км², населення 2,9 тис. Центр — селище Улаан Шивеет знаходиться на відстані 190 км від Булгану та 270 від Улан-Батору. Є школа, лікарня, культурний сфера обслуговування, будинок відпочинку.

## Рельєф
Гори Салхит овоо, Рашаант (1971 м). На заході долини Жаргалант, Тарна.

## Клімат
Різкоконтинентальний клімат. Середня температура січня −19 градусів, липня +18 градусів. Протягом року в середньому випадає 250–300 мм опадів.

## Корисні копалини
Багатий вапняком, залізними рудами, сировиною для будівельних матеріалів.

## Тваринний світ
Водяться зайці, корсаки, вовки, лисиці, козулі, бабаки та інші.